# 光荣 (企业)
株式会社光荣（日语：株式会社コーエー）简称光荣，是日本的遊戲軟體开发公司，為個人電腦、家用主机市場服務。前身是1978年設立的染料批發公司，該社於1980年投入軟體開發至今。2009年光荣与特库摩合并，集團在2010年開設子公司光榮特庫摩遊戲，用以承接旗下的遊戲軟體開發與銷售業務。

## 概况

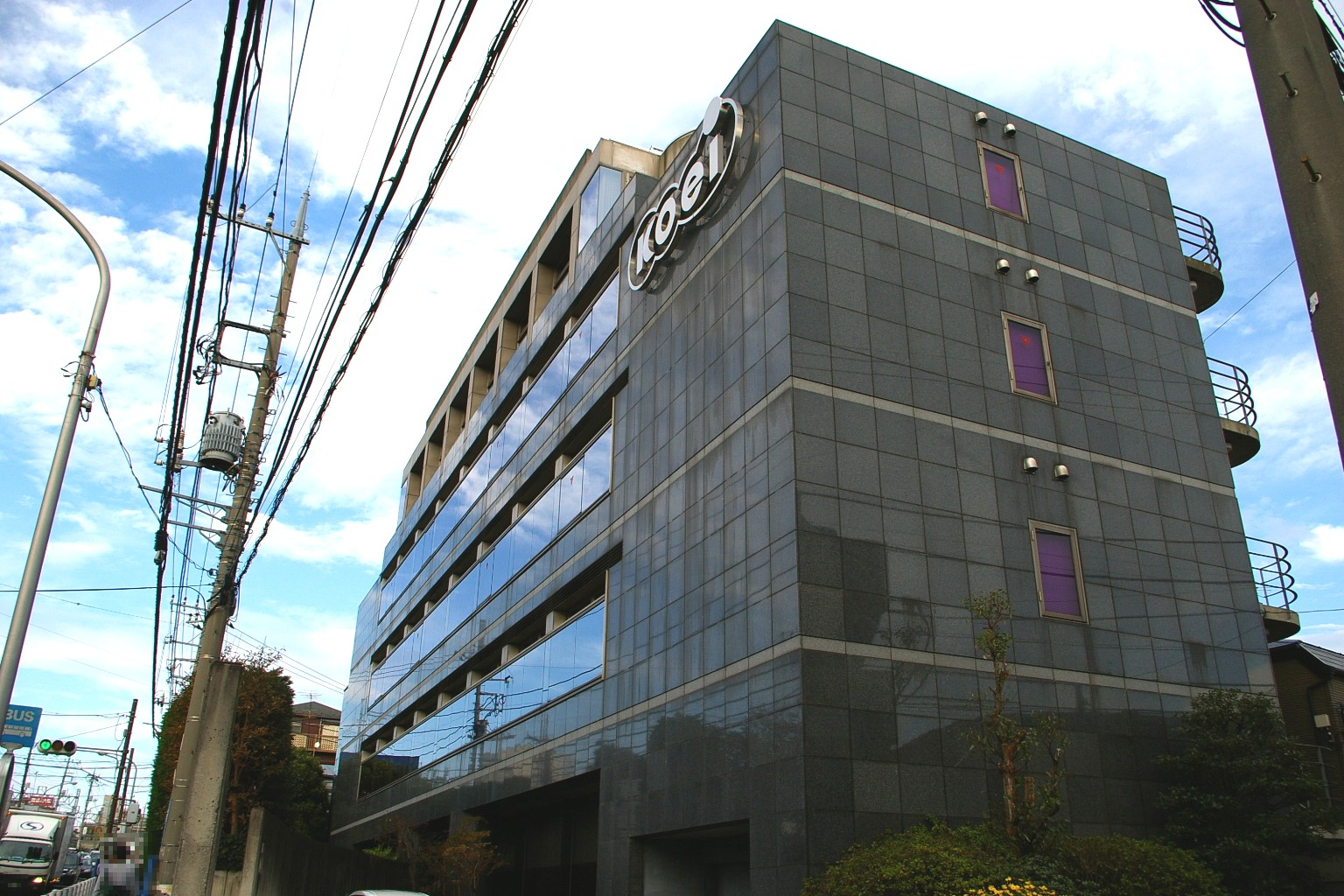
位於橫濱市港北區箕輪町的光榮總部

光荣是日本少數幾十年來坚持在電腦平台上制作模拟游戏的公司，较为知名的游戏有《信長之野望系列》《三國志系列》《大航海時代系列》《太閤立志傳系列》與動作類的《真·三國無雙系列》等。在女性向戀愛模擬遊戲方面，光榮的《安琪莉可系列》也具有擔任業界創始者的淵源。

## 公司简介
1978年，襟川阳一為重振家业，在栃木县足利市作為染料批发商创业。期間他也投入過唱片出租店等杂业尋找新商機，而当时手下的打工兼职中，就有后来的史克威尔社长铃木尚。
1980年，陽一的妻子襟川惠子贈其一台MZ-80電腦作為30歲生日禮物，自此陽一迷上了電腦，同年公司開始涉足電腦軟體開發和硬體銷售領域。

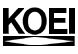
光榮第一代商標

1981年，光榮公司的遊戲軟體處女作《川中島合戰》發售，由於銷量不錯，遊戲營收超過了原本的染料業務，光榮就此擴大營運。
1981年，推出《投資遊戲》(投資ゲ—ム)。
1982年，光榮發行了日本製的第一款RPG遊戲《地底探險》。
1983年，初代《信長之野望》上市，本作進而發展為光榮旗下延續最為長久的遊戲系列；同年推出運動SLG《棒球錦標賽》(ペナントレ—ス)。
1984年，總公司遷至神奈川縣橫濱市的日吉，生產了第一款企業管理遊戲《投資必勝學》(トップマネジメント)。除此以外，光榮這一時期的作品還有《古夫王的秘密》（クフ王の秘密）、《CONSTRUCTION》、《狹長地帶》(コリド—ル)。
1985年，光榮推出了日後皆成為系列作的初代《三国志》與初代《蒼狼與白鹿》，連同前年發售的《信長之野望》，自此基本奠定了以歷史模拟游戏为主力商品的方针。
1988年3月《信長之野望·全國版》移植至紅白機平台，是光榮首度進軍家用主機平台的遊戲。
因作品方向关系，光荣给人以比较硬派的印象。不过1982年，光荣第一次发行了成人游戏。
光荣将《信长之野望系列》和《三国志系列》等作为主力，将其固定为“历史模拟游戏”的类型，即使在之后公司游戏類型多元化的大局下，光荣依然使用旗下的历史模拟游戏吸引着那些对智力性要求較高的玩家。这两个系列起初的定价全面高於同平台的其它游戏公司，光荣稱高价格來自“資料收集资金”。在主流PC游戏平台转向Windows 95後，光榮開始推動旗下作品群的廉價版和舊作的折价出售。 
1994年发表了恋爱模拟游戏《安琪莉可》，為世界上首個女性向恋爱模拟游戏。
1997年PlayStation平台的格鬥遊戲《三国无双》發售，此為光榮在动作游戏領域的敲門磚，也成為日後在2000年代大賣的《真·三國無雙系列》的前身。

### 与特庫摩的合并
2008年9月，由于板垣伴信辞职引发的连锁反应，特庫摩深陷重围。他们先是拒绝了竞争对手Square Enix的收购邀约，最终决定和关系更加紧密的的光荣公司合并。11月，双方宣布签署合并协议。经过1月份两家公司临时股东大会投票通过，合并后的新公司于新财年伊始的4月1日正式成立。
2009年4月1日，日本两大游戏开发商光荣公司和特庫摩公司合并后组建的新企业“光荣特庫摩控股”正式成立。公司公布了新的企业Logo，由光荣的英文首字母K和特庫摩的首字母T合并而成。
合并後的“光荣特庫摩控股”由原特庫摩董事长兼社长柿原康晴任董事长，原光荣社长松原健二任社长。合并完成后“光荣”和“特庫摩”都将作为公司子品牌（原先作为子公司）予以保留。
2010年4月1日，光荣特庫摩控股開設子公司「光榮特庫摩遊戲」，該公司擔綱了集團旗下的遊戲軟體開發與銷售業務。

### 網路遊戲方面的動向
近年來光榮公司以每年一部的速度將過去知名遊戲網路化，如：2003年的信長之野望Online，2005年的大航海時代Online，2006年的真三國無雙BB，以及2007年的三國志Online。光榮可以算是日本遊戲廠商裏，對于網路遊戲比較熱衷的企業，網路開展比較早期，而其他大部分日本企業都還在單機遊戲方面下功夫。光榮的網路遊戲現在質與量上都具備有一定水準，持相反意見的人認為光榮的網路化遊戲不如單機，失去了單機的樂趣，同時取代的是要花費大量時間枯燥的練級，練技能。但是不論怎樣，網路遊戲標誌了未來遊戲的發展趨向和光榮公司努力的方向。

## 遊戲作品

### 歷史模擬遊戲
- 信長之野望系列（信長の野望シリーズ）
- 三國志系列
- 蒼狼與白鹿系列（蒼き狼と白き牝鹿シリーズ）※又稱「成吉思汗」系列（官方台灣版名稱）

以上三系列曾被統稱為「歷史三部作」，但《蒼狼與白鹿系列》自1998年推出第四作後就無續篇，所以「歴史三部作」的稱呼已不再使用，而《三國志系列》與《信長之野望系列》則合稱作歷史模擬遊戲之雙璧。
- 川中島合戰
- 水滸傳系列（水滸伝シリーズ）
- 源平合戰
- 獨立戰爭 Liberty or Death
- 项刘记
- L'Empereur ※又稱「拿破崙」

### 戰爭模擬遊戲
- 提督之決斷系列（提督の決断シリーズ）
- 歐陸戰線（ヨーロッパ戦線）
- Das Boot
- 凱歌的號砲[8]（凱歌の号砲 エアランドフォース）

### 角色模擬遊戲
- 大航海時代系列
- 太閤立志傳系列
- 航空霸業系列
- 影業大亨[9]
- 超級經營者[10]
- 維新風暴系列[11]（維新の嵐シリーズ）
- 伊忍道（伊忍道 打倒信長）
- 傭兵之盾
- 西遊記（製作：福氣）
- 封神演義（製作：福氣）

### 戰略模擬遊戲
- 魔法皇冠（ロイヤルブラッド）
- 魔眼邪神 塞爾特傳說（英语：Celtic Tales: Balor of the Evil Eye）[12]
- 王國興亡錄（ロイヤルブラッドII 〜ディナール王国年代記〜）
- 決戰系列
- 三國志戰記系列

#### 英傑傳系列
- 三國志英傑傳
- 三國志孔明傳
- 英傑傳系列3 毛利元就（毛利元就 誓いの三矢）
- 織田信長傳
- 三國志曹操傳

### 動作遊戲
- 三國無雙
- 真·三國無雙系列
- 鋼鐵的咆哮系列[13]
- 戰國無雙系列
- 紅之海系列
- 長劍風暴：百年戰爭
- GUNDAM無雙系列
- 無雙OROCHI系列
- 北斗無雙

### 戀愛模擬遊戲
- 安琪莉可系列（アンジェリークシリーズ）
- 遙遠時空系列（遥かなる時空の中でシリーズ）
- 金色琴弦系列（金色のコルダシリーズ）
- 新·安琪莉可（ネオ・アンジェリーク）

以上列表皆為女性向遊戲，合稱為新羅曼史（NeoRomance）系列，另含與作品群相關的聲優見面會活動和周邊商品的發行，也展開了跨媒體的動畫及漫畫製作。系列歷來以日本當地為作品群的主要市場，遊戲較少推出日語以外的版本。
- 約束之絆

### 競馬模擬遊戲
- 賽馬大亨系列（ウイニングポストシリーズ）
- G1 Jockey系列

### 十八禁遊戲
- Strawberry Porno系列
  - Night Life（ナイトライブ）
  - 團地妻的誘惑（団地妻の誘惑）
  - 充氣娃娃夢到了電鰻魚嗎？（オランダ妻は電気ウナギの夢を見るか）
- My Lolita

### 網路遊戲
- 信長之野望Online
- 大航海時代Online
- 真·三國無雙Online

### 網頁遊戲
- 百萬人的信長之野望
- 信喵之野望
- 百萬人的三國志Special

## 爭議
值得一提的是，光榮大部分的遊戲都會發行稱為「威力加強版」的遊戲资料片（除了早期個別遊戲例外）。和別的遊戲公司「通常意義」上的戰略遊戲的資料片不同的是，光榮的加強版幾乎是任何類型遊戲都會出，在原版基礎上改進不足，使遊戲更完美。有的還附帶編輯功能，有的則沒有。
但是這樣一來給人的感覺是「原版像是未完成品」。這讓買了原版的玩家爲了獲得更好的遊戲體驗，不得不再掏腰包買加強版遊戲，等于把一套遊戲花兩倍的錢買。這種商業行為光榮已經運行多年，但部份忠實的玩家仍會買下自己鍾愛的遊戲的加強版作收藏等用途。
這種行為本來只在電腦上出現，光榮從電腦到遊戲機上的移植作品完成度可以說介于加強版和原版之間。但是現在隨着《真三國無雙》的熱賣，也推出了同樣的加強版，威力加強版也可算是光榮獨有的特色。